# Сельское поселение Пестриковское (Московская область)
Се́льское поселе́ние Пестриковское — упразднённое муниципальное образование со статусом сельского поселения в Коломенском муниципальном районе Московской области.
Административный центр - село Пестриково.

## История
Образовано в ходе муниципальной реформы, в соответствии с Законом Московской области от 15.02.2005 года № 43/2005-ОЗ «О статусе и границах Коломенского муниципального района и вновь образованных в его составе муниципальных образований».
Упразднено вместе со всеми другими поселениями бывшего Коломенского муниципального района с 21 апреля 2017 года.

## География
Муниципальное образование расположено в северо-восточной части района. На востоке граничило с сельским поселением Заруденским, на юге — с городским округом Коломна, на западе — с сельским поселением Хорошовским, на севере — с городским поселением Егорьевск Егорьевского района. Площадь территории сельского поселения составляла 7954 га.

## Население
| 2006  | 2007  | 2008  | 2009  | 2010  | 2011  | 2012  | 2013  | 2014  |
| ----- | ----- | ----- | ----- | ----- | ----- | ----- | ----- | ----- |
| 5854  | ↘5811 | ↗5850 | ↗5867 | ↗6060 | ↗6089 | →6089 | ↘6019 | ↘6005 |
| 2015  | 2016  | 2017  |       |       |       |       |       |       |
| ↗6013 | ↘5953 | ↘5923 |       |       |       |       |       |       |

## Состав сельского поселения
В состав сельского поселения входили 6 населённых пунктов упразднённой административно-территориальной единицы — Пестриковского сельского округа:
| № | Населённый пункт | Тип населённого пункта       | Население |
| - | ---------------- | ---------------------------- | --------- |
| 1 | Амерево          | село                         | ↗464      |
| 2 | Коробчеево       | село                         | ↗520      |
| 3 | Парфентьево      | село                         | ↗825      |
| 4 | Пестриково       | село, административный центр | ↗500      |
| 5 | Сергиевский      | посёлок                      | ↘3197     |
| 6 | Сергиевское      | село                         | ↗602      |

## Местное самоуправление
Глава сельского поселения — Громов Николай Борисович. Председатель совета депутатов — Томаш Наталья Александровна.